# ملعب أورجانس فال
ملعب أورجانس فال (بالإنجليزية: Örjans Vall)‏ هو ملعب كرة قدم يقع في منطقة هالمستاد، في السويد، ومساحته واسعة تستوعب حوالي 15,500 متفرج.

## التاريخ
بدأ بناء مبنى الملعب في عام 1922، ولقد افتتح في 30 يوليو 1922، وتم تجديده في عام 1972.

## أهم الأحداث التي استضافها
استضاف الملعب خلال تاريخه الكثير من البطولات الرياضية ومن أهم الأحداث التي استضافها هي:
- كأس العالم لكرة القدم 1958
- بطولة أمم أوروبا لكرة القدم للسيدات 2013